# Utiaritichthys
Utiaritichthys is een geslacht van straalvinnige vissen uit de familie van de echte piranha's (Serrasalmidae).

## Soorten
- Utiaritichthys longidorsalis Jégu, Tito de Morais & dos Santos, 1992)
- Utiaritichthys sennaebragai Miranda Ribeiro, 1937